# Neukloster Forst
Der Neukloster Forst ist ein Landschaftsschutzgebiet in Buxtehude im Landkreis Stade, Niedersachsen.

## Lage und Geschichtliches
Der Neukloster Forst liegt westlich von Buxtehude am Rand der Zevener Geest, die hier von bis zu 40 Meter hohen, in der Saale-Eiszeit entstandenen Geesthügeln ins Urstromtal der Elbe abfällt. Er wird von naturnahem Eichen-Buchenwald, der auf einem historisch alten Waldstandort stockt, geprägt. Rund zwei Drittel davon sind Waldflächen, die seit Jahrhunderten bestehen. Namensgebend für den Neukloster Forst war ein Benediktiner-Nonnenkloster, das 1286 an der damals als „Bredenbeck“ bezeichneten Flur im Bereich des Waldes gegründet wurde und bis zum Beginn des 18. Jahrhunderts bestand.
In großen Teilen der historischen Waldflächen wurde der Wald in den Zeiträumen von 500 bis 1300 und 1500 bis 1700 gerodet oder verändert. So wurden Teile der Buchenwälder in Eichenwälder umgewandelt, um sie als Hutewald zu nutzen. In der Folge führte die Überweidung durch Schweine, Schafe und Ziegen teilweise zur Entstehung von Heideflächen. Während des Dreißigjährigen Krieges wurden große Mengen Eichenbäume für den Kriegsschiffbau benötigt. Später wurden Teile des ehemaligen Waldes besiedelt, Hedendorf und ab 1770 Neukloster entstanden. Während der Kurhannoverschen Landesaufnahme 1769 wurden noch 325 Hektar als Wald kartographiert. 1821 war der Wald bereits auf 220 Hektar geschrumpft. Die gerodeten Flächen waren überwiegend in Acker umgewandelt worden. Teile der ehemaligen Waldflächen wurden später wieder aufgeforstet, vielfach mit Nadelgehölzen.

## Waldgesellschaften
Der Neukloster Forst mit seinen Hainsimsen- und Waldmeister-Buchenwäldern und Eichen-Buchenwäldern beherbergt den größten Buchenwaldbestand im Elbe-Weser-Dreieck. Durch Aufforstungen sind teilweise Mischwälder entstanden, auf historisch aufgeforsteter Heide im Osten des Waldes stocken Nadelwaldbestände, die u. a.aus Douglasie und Lärche gebildet werden. Die Nadelwaldbestände sollen mittelfristig in Mischwälder umgewandelt werden. In den Bachtälern stocken Au- und Bruchwälder mit Erlen und Eschen. Neben den dominierenden Rotbuchen und Eichen, von denen einzelne Exemplare über 200 Jahre alt sind, und anderen, standorttypischen Arten, sind auch interessante Einzelbäume und Baumgruppen zu finden, darunter Roteichen, Esskastanien, Weißtannen, eine Sicheltanne und eine Strobe. Das artenreiche Waldgebiet beherbergt über 60 Brutvogelarten, über 350 Blüten- und Farnpflanzen und rund 380 Pilzarten.

## Nutzung

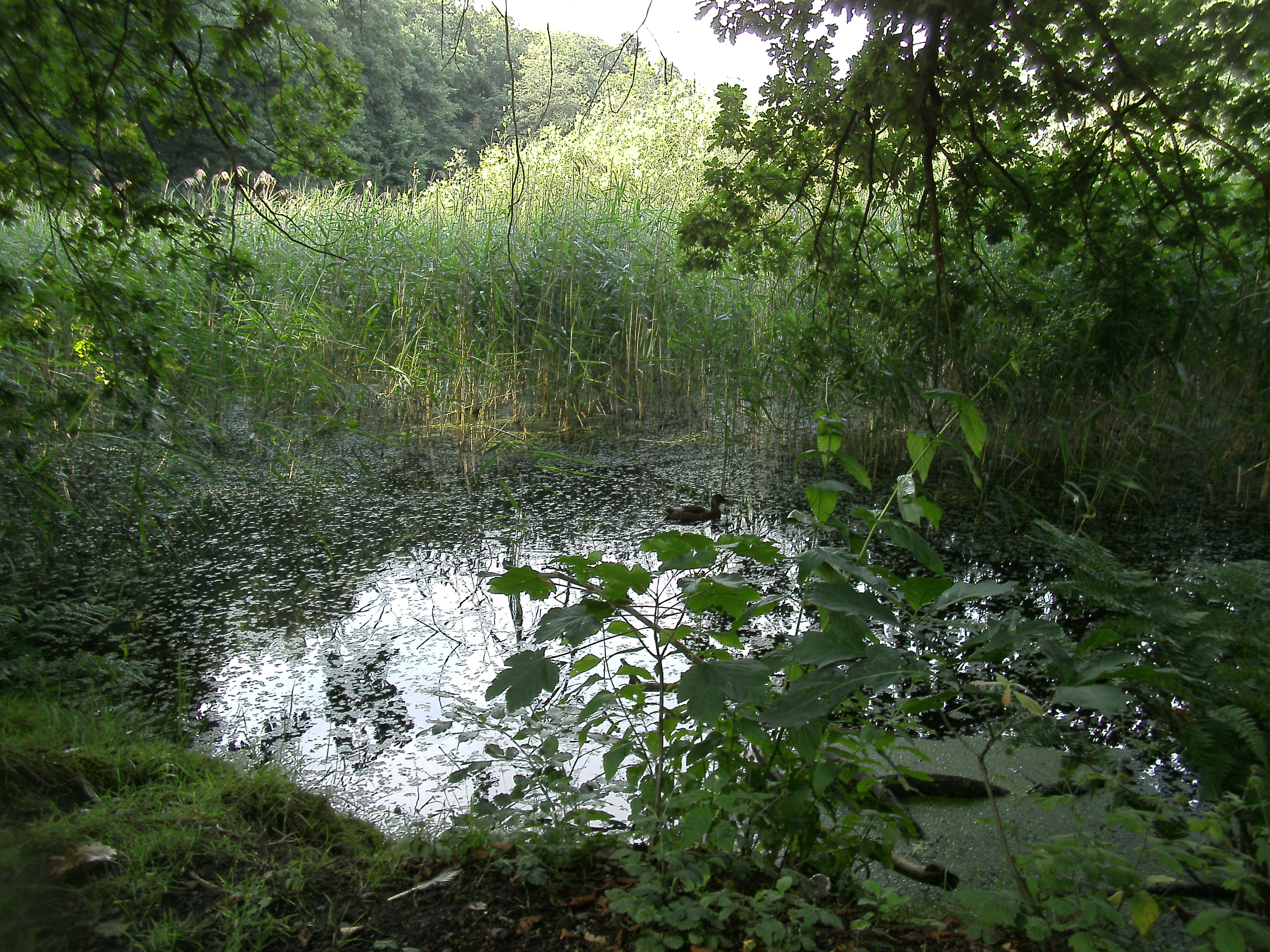
Mühlenteich im Neukloster Forst, Südufer

Der Wald gehört zum größten Teil dem Land Niedersachsen – nur kleine Flächen sind in Privatbesitz – und wird von den Niedersächsischen Landesforsten nach den LÖWE-Grundsätzen (Langfristige ökologische Waldentwicklung) im Einklang mit dem Zertifikat PEFC bewirtschaftet. Pro Jahr werden bis zu 3500 Festmeter Holz geerntet.
Den Wald durchfließen zwei Bäche in ihren Talräumen, der Ilsebach im Osten und der Mühlenbach im Westen. Beide Bäche speisen im Wald liegende Stauteiche. Der Mühlenteich wird als Fischteich bewirtschaftet. Innerhalb des Waldes liegt eine rund vier Hektar große Ackerfläche.
Der Neukloster Forst dient auch der Naherholung. Er wird von einem rund 40 Kilometer langen Wegenetz durchzogen. Ein Teil ist als „Neukloster-Waldwanderweg“ ausgeschildert. An den Parkplätzen am Rand des Waldes sind Informationstafeln aufgestellt.
Im Osten des Waldes befindet sich ein etwa 2,6 Kilometer langer, öffentlich zugänglicher Trimm-dich-Pfad des TSV Buxtehude Altkloster.
Innerhalb des Waldes betreibt ein Verein seit 1999 einen Waldkindergarten.

## Archäologie
Im Neukloster Forst befinden sich Spuren historischer Wegeführungen, die am Geestrand oberhalb des moorigen und unzugänglichen Elbetals verliefen. Weiterhin sind alte Wallanlagen zu finden, deren Zweck nicht eindeutig geklärt ist. Im Wald sind 13 Kreuzsteine aus der Zeit vor 1750 erhalten, die als Grenzsteine die Grenze zwischen dem Forst von Neukloster und dem Buxtehuder Wald markierten und teilweise als Naturdenkmale ausgewiesen sind.

## Grabstätten und Friedhöfe

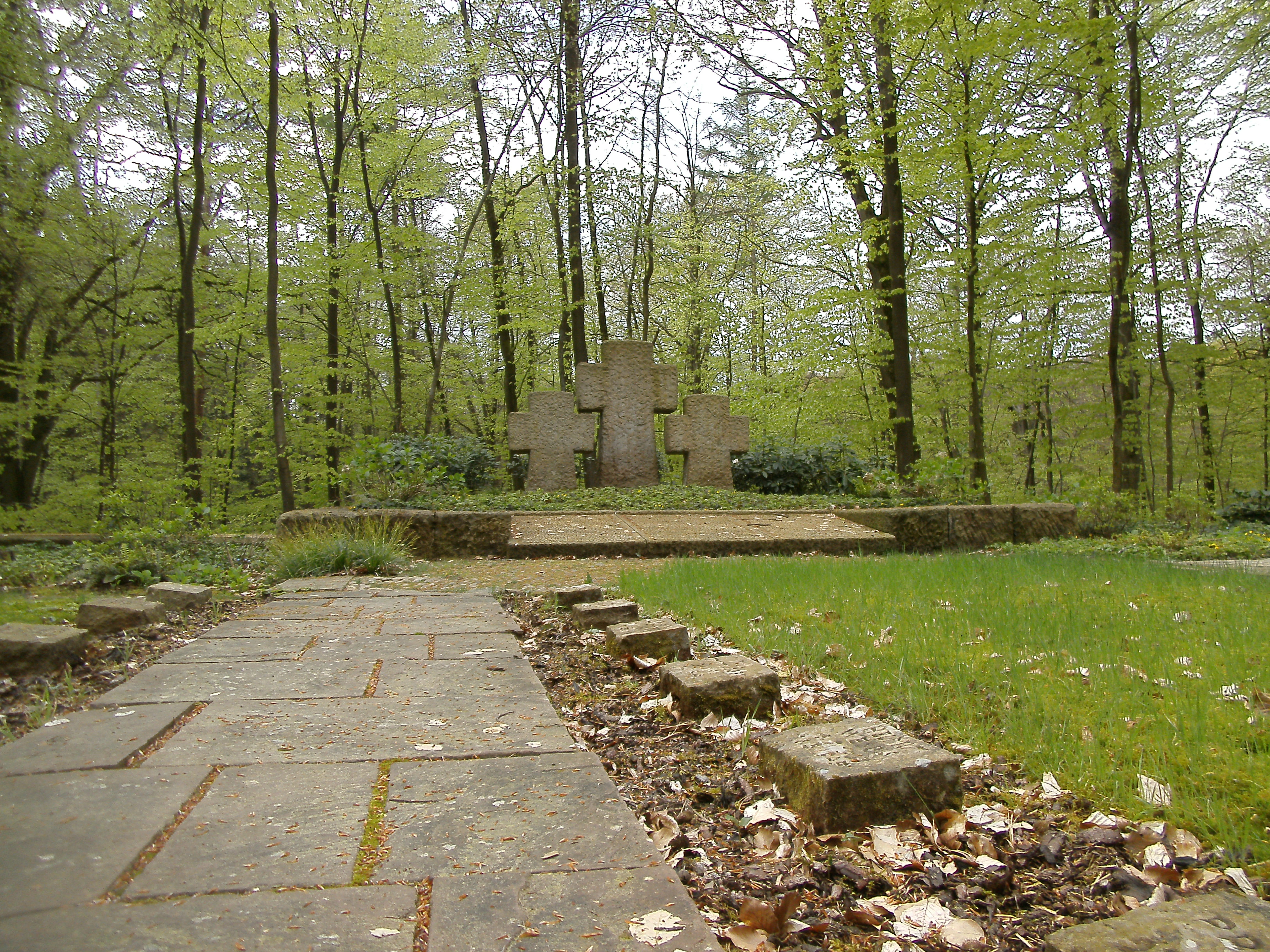
Soldatenfriedhof des Volksbunds im Neukloster Forst

Im Neukloster Forst befinden sich zahlreiche Großstein- und Hügelgräber, die auf die Jungsteinzeit und Bronzezeit zurückgehen. Am Paterborn befand sich ein eisenzeitlicher Urnenfriedhof. 
Im und am Neukloster Forst gibt es auch mehrere neuzeitliche Grabstätten und Friedhöfe. Vom Volksbund Deutsche Kriegsgräberfürsorge wurde von 1955 bis 1957 in der Nähe der Mühlenbachteiche im Nordwesten des Waldes ein Soldatenfriedhof mit den Gräbern 119 deutscher Soldaten des Zweiten Weltkrieges, die zuvor an über 50 Orten in den Landkreisen Stade, Cuxhaven, Osterholz und Rotenburg (Wümme) beigesetzt waren, angelegt.
An der Bundesstraße 73 in der Nähe des Großen Ilsteichs im Osten des Waldes befindet sich der Jüdische Friedhof der Synagogengemeinde Horneburg, der spätestens ab 1839 bis 1929 für Beisetzungen genutzt wurde.
Seit 1952 grenzt ein weiteres Gräberfeld des 1840 an der Cuxhavener Straße angelegten Neuen Friedhofs der St.-Marien-Kirchengemeinde an den Neukloster Forst.
Im Osten des Waldes liegt der 1957 eingeweihte und 1980 erweiterte, rund 14 Hektar große Buxtehuder Waldfriedhof. Der parkähnlich angelegte Waldfriedhof wurde 2014 unter die Top 10 der schönsten Friedhöfe Deutschland gewählt. Auf dem Gelände sind zum Erhalt der Artenvielfalt Nistkästen für Vögel und Fledermäuse, Insektenhotels und Bienenkästen aufgestellt. Es gibt mehrere Schautafeln zur Tier- und Pflanzenwelt.
In einem rund 77 Hektar großen Bereich östlich der Neukloster Forststraße liegt der Friedwald Buxtehude, der am 1. November 2006 eröffnet wurde. Ende 2018 wurde der Bereich erweitert.

## Naturschutzgebiet Neuklosterholz
Der Neukloster Forst wurde mit Verordnung vom 15. April 1976 als Landschaftsschutzgebiet ausgewiesen. Das Gebiet war zunächst rund 630 Hektar groß und wurde 1984 auf rund 611 Hektar verkleinert. Es umfasste neben dem Neukloster Forst auch südlich angrenzende, überwiegend landwirtschaftlich genutzte Flächen.
Ein rund 260 Hektar großer Teil des Waldes wurde zum 16. März 2018 als Naturschutzgebiet Neuklosterholz ausgewiesen, welches das gleichnamige FFH-Gebiet umfasst.

## Sonstiges
Im Mühlenbachtal befand sich an einer Wegekreuzung das Kurhotel Paterborn mit einem Hotelpark, das 1885 errichtet worden war. Das Gebäude wurde 1968 abgerissen.